# 仑山水库
仑山水库是中国江苏省镇江市句容市境内的一座水库，位于洛阳河上，建于1959年。水库正常库容为1573万立方米，集雨面积为23平方千米，海拔为54.5米。